# Doris Zander

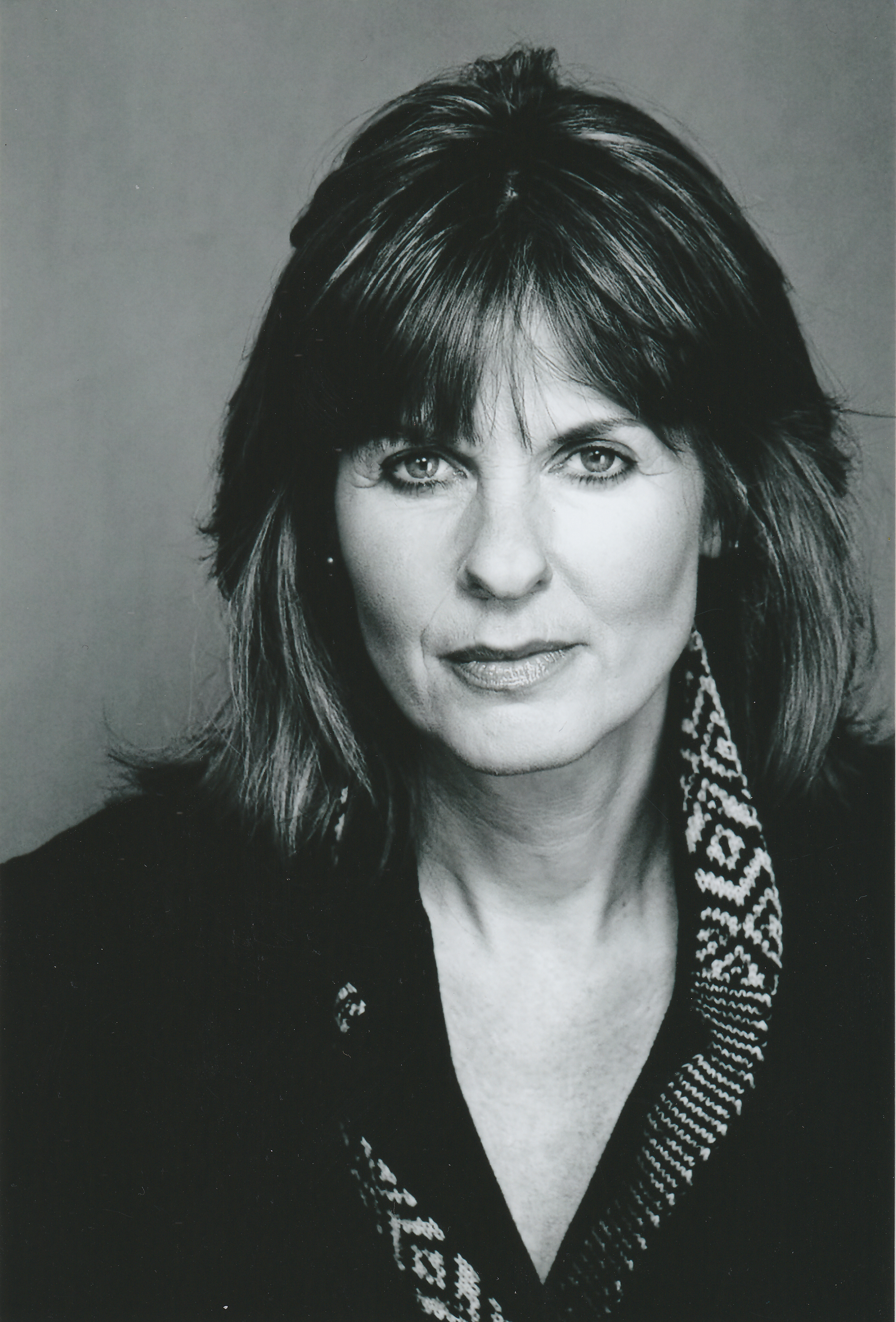
Doris Zander (2014)

Doris Zander (* 1. April 1958 in Leubsdorf) ist eine deutsche Fernsehproduzentin.

## Leben
Nach ihrem Studium der Betriebswirtschaftslehre an der Fachhochschule Koblenz war einer ihrer ersten Tätigkeiten die Betreuung der Musikgruppe Boney M. für Hansa Ariola. Daraufhin war Doris Zander sechs Jahre Geschäftsführerin von Hans Rosenthals Produktionsfirma Entertainment Berlin. Im Anschluss daran ging sie zu Studio Hamburg Produktion.
Nach Gründung und Tätigkeit als Produzentin und Mitgesellschafterin der Firma teamWorx Produktion für Kino und Fernsehen kehrte sie 2004 zu Studio Hamburg Produktion mit Sitz in Berlin zurück. Dort leitete sie das Kompetenz-Center Letterbox und zeichnete für die Produktion sämtlicher 90-minütiger Fernsehfilme des Hauses verantwortlich. Ab 2006 leitete sie die Aspekt Telefilm-Produktion, ein Unternehmen der Spiegel-Gruppe. Doris Zander ist Mitglied des Managerkreis der Friedrich-Ebert-Stiftung.
Seit Oktober 2013 produziert Doris Zander ihre Filme als selbstständige Produzentin für Bavaria Fiction in Berlin.

## Filmografie (Auswahl)
- 1997: Seine letzte Chance
- 1997: Ende einer Leidenschaft
- 1997: Simones Entscheidung
- 1998: Das Hochzeitsgeschenk
- 2000: Liebe. Macht. Blind.
- 2000: Ende der Saison
- 2001: Ein Yeti zum verlieben
- 2002: Geheimnisvolle Freundinnen
- 2003: Scheidungsopfer Mann
- 2003: Ein krasser Deal
- 2003: Willkommen in Lüsgraf
- 2004: Die Diebin und der General
- 2004: Miss Texas
- 2005: Der letzte Tanz
- 2005: Mein neues Leben
- 2005: Eine Frage des Gewissens
- 2005: Sommer mit Hausfreund
- 2005: Meine bezaubernde Nanny
- 2005: Nette Nachbarn küsst man nicht
- 2005: Die Pathologin – Tod in der Klinik
- 2006: Hurenkinder
- 2008: Ein starker Abgang
- 2008: Man liebt sich immer zweimal
- 2009: Zeit für Träume
- 2009: Spreewaldkrimi: Der Tote im Spreewald
- 2009: Hochzeitsreise zu viert
- 2010: Fremde Heimat
- 2011: Spreewaldkrimi: Die Tränen der Fische
- 2011: Am Ende die Hoffnung
- 2012: Und alle haben geschwiegen
- 2013: Die Spionin
- 2014: Pampa Blues
- 2014: Die Himmelsleiter – Sehnsucht nach Morgen
- 2015: Der Bankraub
- 2015: Nacht der Angst
- 2018: Endlich Witwer
- seit 2019: Die Drei von der Müllabfuhr (Fernsehreihe)
  - 2019: Dörte muss weg
  - 2019: Baby an Bord
  - 2020: Mission Zukunft
  - 2020: Kassensturz
  - 2021: DieStreunerin
  - 2021: Operation Miethai
  - 2021: Zu gut für die Tonne
  - 2021: (K)eine saubere Sache
  - 2022: Altlasten
  - 2022: Arbeit am Limit
  - 2023: Der Neue
  - 2023: Schutzgeld
  - 2025: Generationen
  - 2025: Miese Abzocke
- 2020: Endlich Witwer – Forever Young
- 2021: Süsser Rausch
- 2022: Und dann steht einer auf und öffnet das Fenster
- 2022: Endlich Witwer – Über alle Berge
- 2023: Dein perfektes Jahr
- 2023: Endlich Witwer – Griechische Odyssee

## Nominierungen
- 2008: Hurenkinder nominiert für den deutschen Fernsehpreis[1]
- 2009: Ein starker Abgang nominiert für den Grimme-Preis[2]
- 2014: Und alle haben geschwiegen nominiert für den Grimme-Preis[3]
- 2015: Der Bankraub nominiert für den Fernsehbiber (Biberacher Filmfestspiele)
- 2015: Der Bankraub nominiert für den Produzentenpreis des Filmfest Hamburgs[4]
- 2018: Endlich Witwer nominiert für den Bernd Burgemeister Fernsehpreis 2018 – für die Produzentin Doris Zander
- 2018: Endlich Witwer nominiert für den Medienkulturpreis Ludwigshafen sowie für den Rheingold Publikumspreis
- 2018: Endlich Witwer nominiert auf den Biberacher Filmfestspielen
- 2021: Endlich Witwer – Forever Young nominiert für den Rheingold Publikumspreis
- 2021: Endlich Witwer – Forever Young nominiert für den Besten Fernsehfilm beim Filmfest Oberschwaben
- 2022: Die Drei von der Müllabfuhr – (K)eine saubere Sache nominiert für den Jupiter Award 2023
- 2023: Süßer Rausch nominiert für die beste Produktion beim Romy Film- und Fernsehpreis
- 2023: Und dann steht einer auf und öffnet das Fenster nominiert für den besten Film TV/Stream beim Romy Film- und Fernsehpreis
- 2023: Und dann steht einer auf und öffnet das Fenster nominiert für TV, Mediatheken, Streamingdienste beim Deutschen Hörfilmpreis

## Preise
- 2015: Nacht der Angst ausgezeichnet mit dem Publikumsbiber auf dem 37. Filmfest Biberach[5]
- 2022: Und dann steht einer auf und öffnet das Fenster ausgezeichnet mit Rheingold Publikumspreis und Ludwigshafener Auszeichnung auf dem 19. Festival des deutschen Films Ludwigshafen am Rhein